# Vranov u Stříbra
Vranov u Stříbra – stacja kolejowa w Vranovie, w kraju pilzneńskim, w Czechach. Położona jest na wysokości 405 m n.p.m.
Na stacji nie ma możliwości zakupu biletów, a obsługa podróżnych odbywa się w pociągu. 

## Linie kolejowe
- 170 Beroun - Plzeň - Cheb